# Club Atlético San Lorenzo de Alem
El Club Atlético San Lorenzo de Alem es un club de fútbol argentino, localizado en la provincia de Catamarca, Argentina. En el año 2021 militó en el Torneo Regional Amateur.
El club de fútbol disputa los partidos oficiales en el estadio Bicentenario Ciudad de Catamarca. El mismo fue remodelado a mediados de 2010. El estadio es un importante escenario deportivo, debido a que se han disputado diversos torneos nacionales y regionales como la Copa Argentina y la Supercopa Argentina, entre otros.
A lo largo de su historia, el equipo ha disputado múltiples torneos nacionales y regionales, como el Torneo Federal A, el Torneo Argentino B, el Torneo Argentino C, la Copa Argentina y la Liga Catamarqueña de Fútbol, entidad controlada por el Consejo Federal de la Asociación del Fútbol Argentino.
Es dirigido por el director técnico Ricardo González y conocido en el medio deportivo por los apodos de El Santo o El Santo de la Alem.

## Historia
El Club Atlético San Lorenzo de Alem es una institución deportiva fundada el 20 de mayo de 1936, en la provincia de Catamarca. El primer presidente de la entidad deportiva fue Ramón Ibañes. A principios de la década de 1950, el equipo decide formar parte de la Liga Catamarqueña de Fútbol, de la cual es miembro oficial y disputa partidos regionales. Entre sus más grandes hechos deportivos resalta las participaciones en los torneos de la Liga Catamarqueña de Fútbol de Primera A en 1962 y Primera División B durante una década.
Históricamente, el club disputa el clásico catamarqueño frente a Villa Cubas.

### Torneos
Participaciones en torneos nacionales y regionales:
- Copa Argentina[9]
- Torneo Federal A[6]
- Torneo Argentino B[7]
- Torneo Argentino C[8]
- Liga Catamarqueña de Fútbol

## Estadio

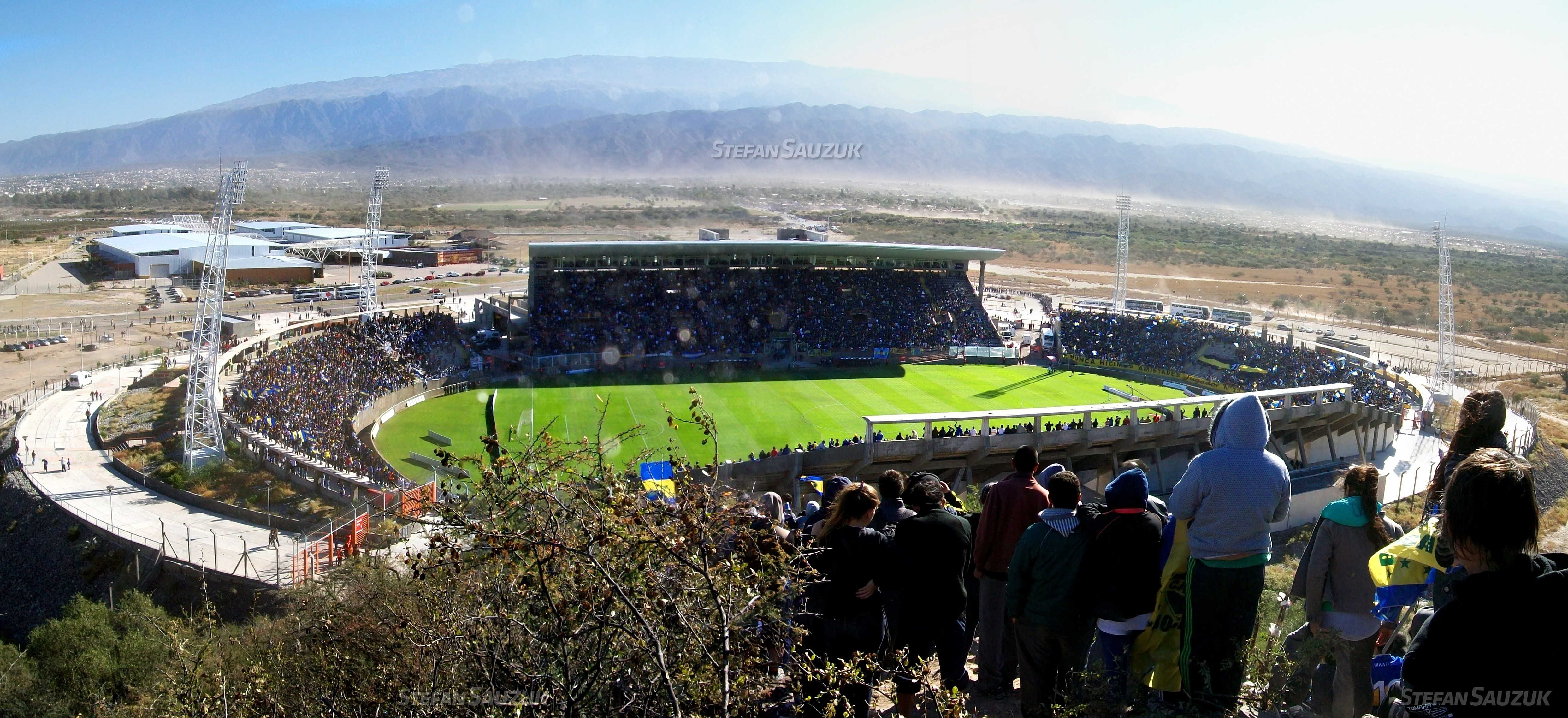
Estadio Bicentenario.

El Club Atlético San Lorenzo de Alem hace de local en el estadio Provincial Bicentenario Ciudad de Catamarca, que se encuentra localizado en Catamarca. El mismo ha sido remodelado en varias ocasiones y tiene capacidad que va desde los 18 500 hasta 20 000 espectadores. Sin embargo, su capacidad fue aumentada a 30 000.
El estadio ha sido utilizado para disputar partidos de competiciones nacionales, como la Supercopa Argentina 2012 donde se jugó la final entre Club Atlético Boca Juniors y Arsenal Fútbol Club. También se han disputado otros encuentros por torneos nacionales.

## Palmarés
- Torneos regionales: 37 torneos en la Liga Catamarqueña de Fútbol.[9]